# WAVE
WAV eller WAVE är ett filformat från Microsoft och IBM som är en variant av RIFF-formatet. Det används för att lagra ljud i digital form och slutar med filändelsen .wav. För att läsa och skriva datan korrekt behövs en kodek.
Oftast används PCM för att lagra filens ljuddata, men till skillnad från bland annat MP3-filer är WAV-filer med PCM inte komprimerade. Detta resulterar i att WAV-filer tar upp mer lagringsutrymme, men är av mycket högre kvalitet. Ett populärt alternativ till WAV är FLAC som innehåller samma ljudinformation, men tar mycket mindre plats, så med FLAC fås samma ljudkvalitet med mindre filstorlek.[källa behövs]